# Maria Inês Cordeiro

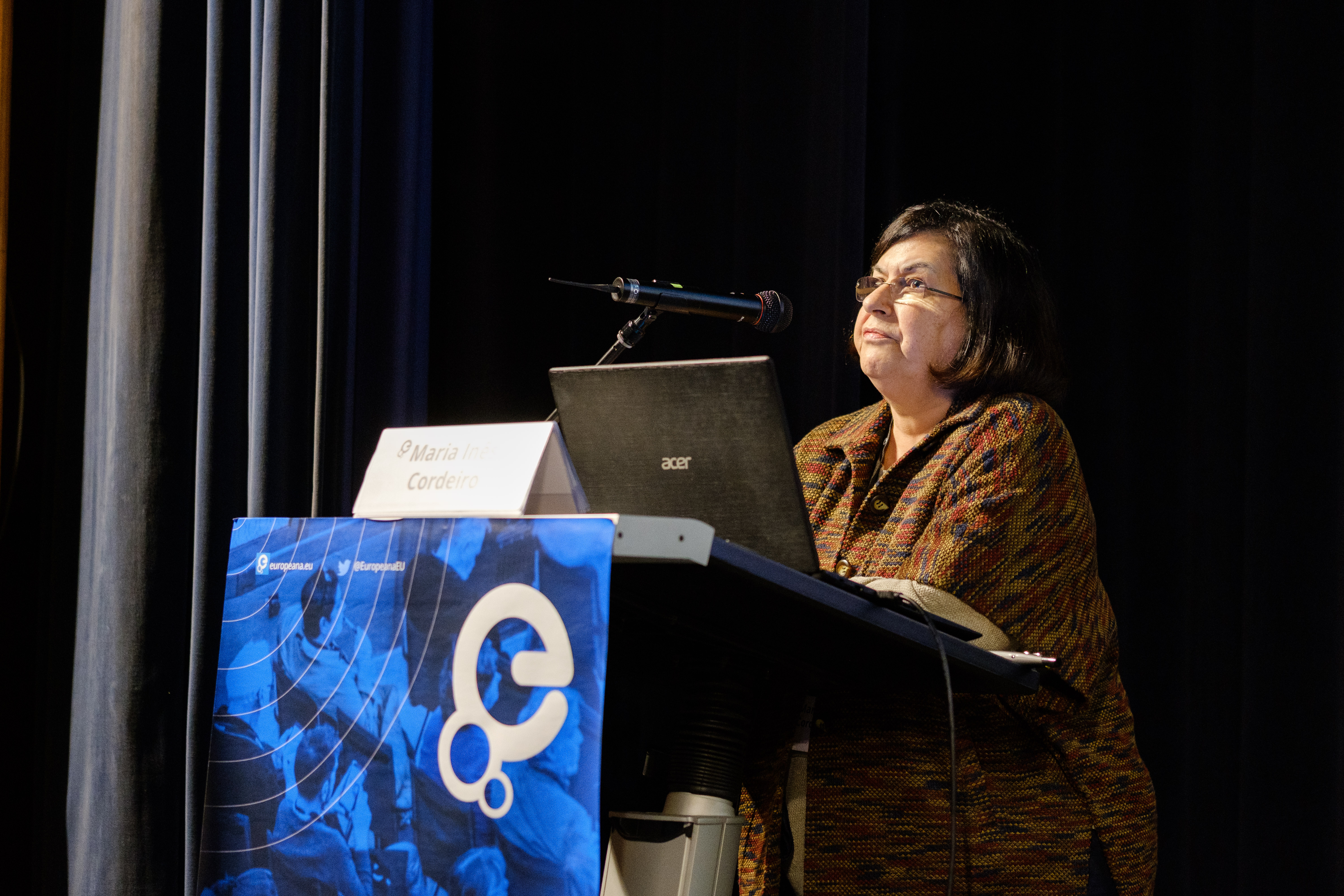
Maria Inês Cordeiro em 2019-11-28

Inês Cordeiro é uma historiadora e autora portuguesa que é, desde março de 2014, directora da Biblioteca Nacional de Portugal (BNP).

## Biografia
Maria Cordeiro é licenciada em História pela Universidade de Lisboa, possui uma pós-graduação em Bibliotecário Arquivista pela Universidade de Coimbra e é doutorada em Ciências da Informação pela Universidade de Londres.
Ao longo da sua carreira, foi chefe de Divisão e directora de Serviços na BNP entre 1986 e 1997, bibliotecária assessora da Biblioteca de Arte da Fundação Calouste Gulbenkian, responsável pelo sector de Gestão de Sistemas de Informação e Projectos de Inovação, entre 1997 e 2006, e subdirectora da Biblioteca Nacional de Portugal entre 2006 e 2014.